# الحرب الأهلية الطاجيكية
الحرب الأهلية الطاجيكية (بالطاجيكية:Ҷанги шаҳрвандии Тоҷикистон) هي حرب أهلية بدأت في 7 مايو 1992 في طاجيكستان عندما انتفضت المجموعات العرقية من غارم ومنطقة غورنو باداخشان التي كانت ممثلة تمثيلا ناقصا في الحكومة، ضد الحكومة الوطنية بقيادة الرئيس رحمن نابييف الذي هو من مناطق لينين أباد وأكلاب المسيطرتين سياسيا وتمثل ذلك في سخط مجموعات ممثلة بالديمقراطيين الليبراليين الإصلاحيين والإسلاميين الذين قاتلوا معا، فيما بعد في تنظيم واحد باسم المعارضة الطاجيكية المتحدة. في شهر يونيو 1997 وهو آخر شهر شهد القتال في هذا الحرب، أحصي ما بين 50.000- 100.000 قتيل. الرئيس إمام علي رحمن، زعيم المعارضة الطاجيكية المتحدة سيد عبد الله نوري والممثل الخاص عن الأمين العام للأمم المتحدة جيرد ميريم وقعوا على«الاتفاقية العامة للسلام والوفاق الوطني في طاجيكستان» و«بروتوكول موسكو» في 27 يونيو 1997 في موسكو، روسيا، الذي أنهى الحرب.

## الخلفية التاريخية وأسباب الحرب
سبقت الحرب الأهلية في طاجيكستان مظاهرات واسعة وقعت في دوشنبه في فبراير / شباط عام 1990 مطالبة باستقالة قهار مخكاموف السكرتير الأول في الحزب الشيوعي الطاجيكي الذي انتخب في نوفمبر / تشرين الثاني للعام نفسه أول رئيس في طاجيكستان. فاجتمع أمام مبنى اللجنة المركزية للحزب الشيوعي ما يزيد عن 4 آلاف شخص ودخل بعضهم في المبنى وأضرم النار فيه. وفي مساء اليوم نفسه رد المتظاهرون على إطلاق النار من قبل رجال الشرطة الطاجيكية بحرق المحلات التجارية والدكاكين والأكشاك. وشهدت دوشنبه في 13 فبراير / شباط توقف عمل المواصلات في دوشنبه والسكك الحديدية والمعاهد والمدارس وروضات الأطفال ومكاتب البريد. كما توقفت الصحف والمجلات عن الصدور. ثم تحولت المظاهرات إلى مذابح وأعمال عنف اتجاه أهالي المدينة من روسيا الاتحادية وأصلهم روسي كبارا وصغارا. شهدت طاجيكستان في زمن البيريسترويكا إنشاء حزب النهضة الإسلامية في طاجكستان. وصعد إلى السلطة في البلاد بعد تفكك الاتحاد السوفيتي عام 1991 وإعلان الاستقلال رحمن نابييف من أهالي مدينة لينين أباد. لكن المعارضة الطاجيكية قامت بمحاولة الإطاحة به. وقد جرت العادة في العهد السوفيتي أن يحتل مسؤولون من أهالي مدينة لينين أباد المناصب الإدارية الهامة وكان مسؤولون من أهالي مدينة أكلاب يشغلون المناصب القيادية في أجهزة الأمن والشرطة. وحاول ممثلو الطوائف الأخرى من أهالي بدخشان وغيسار وغارم بعد اعلان استقلال طاجيكستان تغيير توزع المناصب الإدارية والقيادية في البلاد. وساعد في ذلك تعدد حزب رغم أنه حمل طابعا شكليا لم يتم دعمه بإصدار قوانين. وقد قامت المعارضة على أساس طائفي وإقليمي. وشكل حزب النهضة الإسلامية في طاجكستان نواة للمعارضة الطاجيكية المتحدة التي انضم إليه أيضا الحزب الديمقراطي. أما أنصار الرئيس رحمن نابييف فأطلقت عليهم تسمية «الشيوعيين الجدد» إذ أن ممثلي النخبة السوفيتية والشيوعية شكّلوا أساسهم. وتمثلت الحرب الأهلية في طاجيكستان في واقع الأمر بمواجهة بين شمال البلاد المتطور اقتصاديا والجنوب الزراعي. التوترات الخطيرة بدأت في ربيع عام 1992 بعد أن نزل أعضاء المعارضة إلى الشوارع في مظاهرات ضد نتائج الانتخابات الرئاسية 1991. الرئيس رحمن نابييف ورئيس الهيئة العليا السوفيتية السابقة سافارالي كينجاييف دبّرا خطة لشراء الأسلحة إلى الميليشيات الحكومية الموالية في حين أن المعارضة تحولت إلى إعطاء المتمردين في أفغانستان المساعدات العسكرية. اندلع القتال في مايو 1992 بين الجبهة الشعبية ذات التوجه علمانية من أنصار الحكومة ضد منظمة المعارضة الطاجيكية المتحدة التي تتألف من المجموعات العرقية الإقليمية من مناطق غارم وغورنو بدخشان (هذه الأخيرة كانت تعرف أيضا باسم Pamiris بالإنجليزية). من الناحية الإيديولوجية، المعارضة شملت الديمقراطيين الليبراليين الإصلاحيين والإسلام. الحكومة، من ناحية أخرى، كان يهيمن عليها السكان والمولودون في منطقة لينين أباد، التي كانت قد أيضا تكون معظم النخبة الحاكمة طوال الفترة السوفيتية كانت مدعومة من سكان من أكلاب، الذي كان قد شاركت في وزارة الشؤون الداخلية في العهد السوفيتي. بعد العديد من الاشتباكات، سكان لينين أباد أجبروا على قبول حل وسط وتم تشكيل حكومة ائتلافية جديدة. تم التنسيق بين المجموعات التي تظم أعضاء المعارضة في نهاية المطاف. وفي 7 سبتمر استولى المتظاهرين المعارضين على مبنى الحكومة ثم سيطروا على مقاليد الحكم تحت تهديد السلاح مجبرين رحمن نابييف على الاستقالة من الرئاسة.

## الحرب
انتقلت المواجهة في مايو / أيار عام 1992 إلى مرحلة النزاع الحاد. وقام المعارضون على مدى أشهر بمظاهرات الاحتجاج في الساحة الرئيسية للجمهورية بطلب استقالة ممثلي الحكومة. وكان أنصار الرئيس يواجهونهم بتنظيم المظاهرات المؤيدة له. انتقلت المواجهة في مايو / أيار عام 1992 إلى مرحلة النزاع الحاد. وقام المعارضون على مدى أشهر بمظاهرات الاحتجاج في الساحة الرئيسية لجمهورية طاجيكستان بطلب استقالة ممثلي الحكومة. وكان أنصار رحمن نابييف يواجهونهم بتنظيم المظاهرات المؤيدة له. وقع أول حادث يوم 5 مايو / أيار في إحدى القرى الواقعة على مشارف مدينة دوشنبه حيث حاول أهاليها الحيلولة دون حضور أنصار الحكومة إلى المدينة. أسفرت الاضطرابات التي أعقبت هذا الحادث عن سقوط المباني الحكومية في العاصمة والمطار والطرق المؤدية إليها في أيدي المعارضة المتحدة. تم في 11 مايو / أيار تشكيل حكومة الوفاق الوطني التي شغل ممثلو المعارضة فيها 8 مناصب بما فيها بعض المناصب الرئيسية. لكن لم يؤد ذلك إلى إحلال السلام. فشهد جنوب البلاد في يونيو / حزيران عام 1992 اشتباكات مسلحة بين أنصار رئيس الجمهورية وتشكيلات المعارضة. وقد تم خرق وقف إطلاق النار الموقع بين الجانبين أكثر من مرة. أسفرت المواجهة عن تشريد ما يربو على مليون ونصف المليون شخص. وأوكلت إلى فرقة المشاة الروسية المرابطة بالجمهورية في ظل ذلك مهمة حراسة الأهداف الإستراتيجية الهامة. انتهى الأمر باستقالة الرئيس نابييف الذي هدد ضحايا الحرب الأهلية بالإعدام بالرصاص من قبل المعارضين. هكذا بدأت المواجهة التي أسفرت عن وقوع النزاع بين الطوائف والحرب الأهلية في البلاد من 1997 – 1992 وذلك بمشاركة الجبهة الشعبية من أنصار الدولة العلمانية الممثلين للطوائف الجنوبية في إقليم هاتلون وروسيا الاتحادية وأوزباكستان من جهة والمعارضة الطاجيكية المتحدة التي مثلها ائتلاف الإسلاميين من أهالي إقليم غارما و«الديمقراطيين» من أهالي إقليم بدخشان الجبلي من جهة أخرى. في أواخر سبتمبر / أيلول دخلت قوات الجبهة الشعبية المدعومة من قبل أوزبكستان وروسيا في مدينة كورغان تيوبه الطاجيكية بهدف الحيلولة دون أسلمة البلاد وصعود العناصر الإسلامية إلى السلطة، الأمر الذي كان من شأنه أن يخل بالتوازن الجيوسياسي في المنطقة. شهدت العاصمة الطاجيكية في ديسمبر / كانون الأول عام 1992 دخول وحدات الجبهة الشعبية في دوشنبه واضطر المعارضين الذين تم دفعهم إلى أفغانستان المجاورة وشرق البلاد إلى الدخول في اشتباكات مسلحة دموية كبيرة ثم بعدها تولّى إمام علي رحمن منصب رئيس الحكومة الجديدة. كما لم تشهد الحدود الطاجيكية الأفغانية التي كان الجنود الروس يحمونها هدوءً. حاولت العناصر المسلحة في المعارضة الطاجيكية المتحدة في ربيع عام 1993 خرق الحدود، وذلك بدعم من المجاهدين الأفغان. وكذلك شهدت هذه السنة اشتباكات يومية لكنها لم تسقط عدد كبير من الضحايا. بدأت المعارضة في عام 1994 تنشيط عملها. لكنها أخفقت في ذلك. وفي أواخر هذا العام فشل هجوم المعارضة المنطلق من الأراضي الأفغانية مع بدأ لقاء بوريس يلتسن رئيس روسيا الأسبق بإمام علي رحمن وممثلي المعارضة الأفغانية الذين كانوا يساندون الدولة العلمانية. وشهدت فترة ما بين أبريل / نيسان عام 1994 ومايو / أيار عام 1995 ثمانية جولات من المفاوضات بين جانبي النزاع على مستوى عال من التفاوض. حيث أسفرت عن توقيع اتفاق تمديد وقف إطلاق النار لمدة قصيرة. شهدت باقي أيام 1995 جولات من المفاوضات لوضع حد للنزاع المسلح لكن زعماء المعارضة لم يتخذوا فيها مواقف واضحة بسبب الخلافات التي وقعت خلالها. تم في 23 ديسمبر / كانون الأول عام 1996 في موسكو توقيع الاتفاقية من قبل رئيس الجمهورية من أنصار العلمانية إمام علي رحمن وزعيم المعارضة المتحدة سيد عبد الله نوري. وقضت الاتفاقية بضم ممثلي المعارضة إلى الحكومة وانخراط 4500 فردا من مسلحيها في أجهزة الأمن الطاجيكية ثم العفو عن 1540 عضو في المعارضة، مع استمرار للاشتباكات بشكل متقطع وشبه يومي خصوصا في الجنوب. وأخيرا وقعت اتفاقية الوفاق النهائي في الكرملين يوم 27 يونيو / حزيران عام 1997، وذلك في ختام الجولة التاسعة للمفاوضات بين الجانبين المتنازعين. وبقي بموجب الاتفاقية إمام علي رحمن الممثل للسلطة العلمانية يتولى منصب رئيس جمهورية طاجيكستان. مع منح قياديوا المعارضة مقابل ذلك الفرصة للانتخاب في البرلمان واحتلال مناصب المدراء في المرافق الإنتاجية الكبرى. أما جنود المعارضة الطاجيكية المتحدة فانخرطوا في صفوف القوات المسلحة الطاجيكية. ثم بدأت عملية عودة اللاجئين من أفغانستان والدول المجاورة.ظهر الوضع السياسي والعسكري في البلاد بعد توقيع اتفاقية الوفاق الوطني يستقر تدريجيا. لكن القائد الميداني محمود هودوي بيردي ممثل الجبهة الشعبية والمدعوم من قبل أوزبكستان لم يستسلم أو يتوقف عن الصراع المسلح باستيلائه على مدينة كورغان تيوبه التي فرضت القوات الحكومية السيطرة عليها عام 1998 فقط رغم أن هذه العملية لم تكن من مراحل الصراع العسكري في الحرب الأهلية. وتستمر بعض الفرق صغيرة العدد التي لم توقع الاتفاقية في المقاومة. ومنها تشكيلات القائد الميداني مولو عبد الله التي لا تزال تسيطر منذ عام 2009 على بعض المناطق الجبلية النائية لكن لا تقوم بهجمات أو اشتباكات مسلحة.